# Macrorhynchia balei
Macrorhynchia balei is een hydroïdpoliep uit de familie Aglaopheniidae. De poliep komt uit het geslacht Macrorhynchia. Macrorhynchia balei werd in 1905 voor het eerst wetenschappelijk beschreven door Nutting. 